# Phytomyza scopulina
Phytomyza scopulina este o specie de muște din genul Phytomyza, familia Agromyzidae, descrisă de Griffiths în anul 1976. Conform Catalogue of Life specia Phytomyza scopulina nu are subspecii cunoscute.